# Leopoldine Tuček
Leopoldine Tuček   (Viena, 11 de novembre de 1821 - 20 d'octubre de 1883) va ser una cantant d'òpera austríaca.

## Biografia artística
Leopoldine Tuček era neta del compositor i professor de música Vincenc Tuček (1755-1820). Va estudiar al Conservatori de la societat d'amics de la música de Viena de 1829 a 1834, on va tenir entre els seus professors de cant a Giovanni Gentiluomo i, va fer el seu debut el 7 d'agost de 1836 al Kärntnertor-Theater amb l'òpera de Joseph Weigl Nachtigall und Rabe. El 1841 va fer una aparició convidada a l'Òpera Reial de Berlín, on es va comprometre fins al 1861.
Va prendre part en l'estrena mundial de l'òpera Ein Feldlager in Schleisen de Giacomo Meyerbeer el 7 de desembre de 1844 i va interpretar la Vielka. En l'estrena mundial de l'òpera d'Otto Nicolai Les alegres comares de Windsor el 9 de març de 1849, va fer el paper de Mrs. Fluth. Com a cantant de concert, va interpretar obres de Carl Loewe, que li va dedicar la balada Des Glockentürmer Töchterlein op. 112 a.
El 1850 es va casar amb el músic de cambra prussià Herrenburg a Berlín.

## La família
El seu germà Philipp Tučzek (nascut el 1825) va ser un compositor i violinista de la Hofkapelle de Berlín. La seva neboda Felicia Tuczek (1849-1905) va ser alumna de Clara Schumann i va destacar com a pianista i compositora. La seva neboda clara Tuczek (1854-1919) es va fer coneguda com a cantant de concert i es va casar amb el compositor Max Bruchen 1881.